# Alfred von Matt
Alfred Bernhard Josef von Matt (27. září 1843 Chomutov – 21. srpna 1919 Vídeň) byl rakousko-uherský generál. Od mládí sloužil v c. k. armádě, zúčastnil se války s Pruskem (1866) a později byl štábním důstojníkem u různých posádek. Několik let sloužil mimo jiné v Praze, Opavě nebo Znojmě, v letech 1905–1910 zastával funkci sekčního šéfa na ministerstvu války a v roce 1907 dosáhl hodnosti polního zbrojmistra.

## Životopis
Pocházel z důstojnické rodiny, narodil se jako nejmladší syn c. k. majora Bernharda von Matta (1788–1868) povýšeného v roce 1857 do šlechtického stavu. Po matce Luise (1811–1893) byl potomkem velkostatkářské rodiny Schreiter von Schwarzenfeld. Vystudoval Technickou vojenskou akademii ve Vídni a do aktivní služby nastoupil jako poručík k 16. praporu polních myslivců v Opavě. Za prusko-rakouské války bojoval v bitvě u Trutnova. Později si doplnil vzdělání na Válečné škole (K.u.k. Kriegschule) ve Vídni, kterou dokončil v roce 1877 v hodnosti nadporučíka a byl zařazen do sboru důstojníků generálního štábu. Formálně byl stále veden u 16. praporu myslivců, ale zároveň byl štábním důstojníkem u 17. pěchotní brigády v Praze. V roce 1878 byl povýšen na kapitána a poté působil několik let na ministerstvu války. Od roku 1886 byl v hodnosti majora šéfem štábu 1. pěchotní divize v Sarajevu. V roce 1891 byl v hodnosti plukovníka přednostou 5. oddělení na ministerstvu války (odbor pro záležitosti generálního štábu a technického vojska), později byl jmenován velitelem pěšího pluku č. 99.
V roce 1897 byl povýšen do hodnosti generálmajora a převzal velení 59. pěší brigády v Černovicích. Od roku 1902 byl velitelem 7. pěší divize v Osijeku a téhož roku získal hodnost polního podmaršála. V letech 1905–1910 zastával funkci sekčního šéfa na ministerstvu války. K datu 1. listopadu 1907 dosáhl hodnosti polního zbrojmistra, v roce 1908 obdržel ještě hodnost generála pěchoty. K datu 1. května 1910 byl penzionován.
Za první světové války byl veden ve stavu velitelských záloh a po zániku monarchie požádal o zařazení do armády v Československu. V červenci 1919 mu byla v československé armádě přiznána hodnost generála pěchoty ve výslužbě s nárokem na penzi. Zemřel o měsíc později ve Vídni.

## Tituly a ocenění
Od roku 1857 byl spolu s otcem a staršími bratry uživatelem šlechtického stavu (Edler von Matt). Za účast v prusko-rakouské válce obdržel Vojenský záslužný kříž s válečnou dekorací (1866). Během následující vojenské služby získal další ocenění a v roce 1908 byl jmenován c. k. tajným radou s nárokem na oslovení Excelence.
- Vojenský záslužný kříž s válečnou dekorací (1866)
- rytířský kříž Řádu Františka Josefa (1886)
- Řád železné koruny III. třídy (1894)
- rytířský kříž Leopoldova řádu (1905)
- velkokříž Řádu Františka Josefa (1908)
- velkokříž Leopoldova řádu (1910)
- Řád červené orlice II. třídy (Německo)

## Rodina
V roce 1872 se na zámku ve Výškovicích oženil s baronkou Antonií Marií Sedlnickou z Choltic (1845–1932), s níž se seznámil během své služby v Opavě. Antonie byla dcerou barona Mořice Sedlnického z Choltic ze staré slezské šlechtické rodiny a Karolíny, rozené hraběnky Bukůvkové z Bukůvky. Z jejich manželství se narodily čtyři děti. Nejstarší syn Rudolf Bernard (1874–1895) zemřel předčasně, mladší syn Mořic (*1887) byl c. k. majorem a zúčastnil se první světové války. Dcera Karolína (1882– 1905) byla manželkou pozdějšího c. k. generálmajora Ericha Šostariće.
Jeho starší bratr Maximilian (1837–1910) působil ve státních službách a byl dlouholetým okresním hejtmanem v Podbořanech.